# Stanislaw Sergejewitsch Galijew
Stanislaw Sergejewitsch Galijew (russisch Станислав Сергеевич Галиев; englische Transkription: Stanislav Sergeyevich Galiev; * 17. Januar 1992 in Moskau) ist ein russischer Eishockeyspieler, der seit Juli 2024 beim HK Awangard Omsk aus der Kontinentalen Hockey-Liga (KHL) unter Vertrag steht und dort auf der Position des rechten Flügelstürmers spielt.

## Karriere
Galijew begann seine Karriere in der Nachwuchsmannschaft des HK Dynamo Moskau, wo er bis 2008 aktiv war. Zur Saison 2008/09 wechselte er nach Nordamerika und absolvierte eine Spielzeit für die Indiana Ice aus der United States Hockey League (USHL). Anschließend wurde er beim CHL Import Draft 2009 in der ersten Runde an erster Position von den Saint John Sea Dogs aus der Ligue de hockey junior majeur du Québec (LHJMQ) ausgewählt. Der Offensivakteur wechselte im Anschluss an den Draft in die LHJMQ und wurde am Ende der Saison 2009/10 in das LHJMQ All-Rookie-Team gewählt, nachdem er in 67 Partien 60 Scorerpunkte erzielen konnte. Beim Entry Draft 2010 der National Hockey League (NHL) wurde er in der dritten Runde an insgesamt 86. Spieler von den Washington Capitals selektiert.
In der Saison 2010/11 gewann er mit den Saint John Sea Dogs sowohl den Coupe du Président als auch den Memorial Cup 2011. Stanislaw Galijew war dabei in den LHJMQ-Play-offs 2011 zweitbester Punktesammler der Sea Dogs. Am 24. August 2011 unterschrieb er einen Einstiegsvertrag bei den Washington Capitals. Während der Saisonvorbereitung der Capitals zur NHL-Spielzeit 2011/12 verletzte sich Galijew am Handgelenk und verpasste dadurch die ersten vier Monate der LHJMQ-Saison 2011/12. In den Play-offs 2012 war Stanislaw Galijew erfolgreichster Punktesammler der LHJMQ und erzielte in 17 Einsätzen 34 Punkte. Saint John gewann zum zweiten Mal in Folge den Coupe du Président.
In der Spielzeit darauf war Galijew für Washingtons Farmteams Hershey Bears in der American Hockey League und für die Reading Royals in der ECHL aktiv. Auch die Saison 2014/15 verbrachte er fast ausschließlich in Hershey, debütierte jedoch in der NHL und erzielte dort in zwei Spielen ein Tor. Im Verlauf der folgenden Spielzeit absolvierte der Russe weitere 24 NHL-Spiele, schaffte in der Saison 2016/17 aber weiterhin nicht den Sprung in den Kader des Hauptstadtklubs. Stattdessen war er weiterhin für Hershey aktiv. Nachdem sein Vertrag zum Ende des Spieljahres ausgelaufen war, kehrte er im Juli 2017 nach Russland zurück und schloss sich Ak Bars Kasan aus der Kontinentalen Hockey-Liga (KHL) an. Dort verbrachte der Stürmer zunächst vier Spielzeiten und gewann während dieser Zeit mit den Tataren im Jahr 2018 den Gagarin-Pokal. Zur Saison 2021/22 wechselte Galijew für ein Jahr zum Ligakonkurrenten HK Dynamo Moskau, kehrte aber danach wieder nach Kasan zurück. Im Sommer 2024 zog es ihn innerhalb der KHL zum HK Awangard Omsk.

### International
Stanislaw Galijew vertrat sein Heimatland mit der russischen Nationalmannschaft erstmals beim Ivan Hlinka Memorial Tournament 2009 und belegte dabei mit seinem Team nach einer Finalniederlage gegen die kanadische Auswahl den zweiten Platz. In der Folge nahm der Stürmer an den Olympischen Winterspielen 2022 in Peking teil, wo er mit der Mannschaft die Silbermedaille gewann.

## Erfolge und Auszeichnungen
| - 2009 Clark-Cup-Gewinn mit den Indiana Ice - 2009 Teilnahme am USHL All-Star Game - 2009 USHL All-Rookie Team - 2010 Teilnahme am CHL Top Prospects Game - 2010 LHJMQ All-Rookie-Team - 2011 Coupe-du-Président-Gewinn mit den Saint John Sea Dogs | - 2011 Memorial-Cup-Gewinn mit den Saint John Sea Dogs - 2012 Coupe-du-Président-Gewinn mit den Saint John Sea Dogs - 2013 Kelly-Cup-Gewinn mit den Reading Royals - 2018 Gagarin-Pokal-Gewinn und Russischer Meister mit Ak Bars Kasan - 2018 Bester Torschütze der KHL-Playoffs - 2021 KHL-Stürmer des Monats November |

### International
- 2009 Silbermedaille beim Ivan Hlinka Memorial Tournament
- 2022 Silbermedaille bei den Olympischen Winterspielen

## Karrierestatistik
Stand: Ende der Saison 2023/24

### International
| Vertrat Russland bei: - Ivan Hlinka Memorial Tournament 2009 | Vertrat das Russische Olympische Komitee bei: - Olympischen Winterspielen 2022 |

(Legende zur Spielerstatistik: Sp oder GP = absolvierte Spiele; T oder G = erzielte Tore; V oder A = erzielte Assists; Pkt oder Pts = erzielte Scorerpunkte; SM oder PIM = erhaltene Strafminuten; +/− = Plus/Minus-Bilanz; PP = erzielte Überzahltore; SH = erzielte Unterzahltore; GW = erzielte Siegtore; 1 Play-downs/Relegation; Kursiv: Statistik nicht vollständig)